# داداصاحب پالکی
داداصاحب پالکی (مراتی: दादासाहेब फाळके؛ انگلیسی: Dadasaheb Phalke; ؛ ۳۰ آوریل ۱۸۷۰–۱۶ فوریه ۱۹۴۴) با نام اصلی داند ایرج گوویند پالکی (انگلیسی: Dhundiraj Govind Phalke) کارگردان، تهیه‌کننده و فیلم‌نامه‌نویس اهل هند بوده‌است که به وی لقب «پدر سینمای هند» را داده‌اند. نخستین فیلمش را با نام «پادشاه هاریشچاندرا» در سال ۱۹۱۳ ساخت، فیلمی که آن را به عنوان اولین فیلم بلند در سینمای هند می‌شناسند. وی در طول ۱۹ سال فعالیت هنری‌اش، ۹۵ فیلم و ۲۷ فیلم کوتاه ساخت.

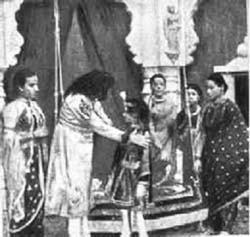
صحنه‌ای از فیلم «پادشاه هاریشچاندرا» اثر داداصاحب پالکی در سال ۱۹۱۳

وی در سال ۱۸۷۰ در تریمباک متولد شد. خانهٔ آنها ۳۰ کیلومتر با شهر ناسیک در مهاراشترا فاصله داشت. پدرش دانشمندی فاضل بود. پالکی جوان به هنر علاقه‌مند شد و تحصیلات خود را در سال ۱۸۸۵ در شهر بمبئی شروع کرد. پس از آن در سال ۱۸۹۰ به دانشگاهی در شهر وادودارا رفت. او مجموعه ای از رشته‌های هنری از جمله عکاسی، لیتوگرافی، معماری، مهندسی، و فیلم‌سازی را آموخت.
زمانی که فالکی به عنوان نقاش و طراح تئاتر مشغول به کار بود، شانس آن را یافت که فیلم «زندگی مسیح» (۱۹۱۰) اثر آلیس گی را ببیند. در این زمان او تصمیمی گرفت تا فرهنگ هند را به روی صفحه نقره‌ای بیاورد. او به لندن سفر کرد تا فیلمسازی را از سسیل هپوورت، کارگردان، تهیه‌کننده و فیلم‌نامه‌نویس بریتانیایی که یکی از بنیانگذاران صنعت فیلم بریتانیا است، یاد بگیرد.

## بزرگداشت
در سال ۱۹۶۹، دولت هند با ایجاد «جایزه داداصاحب پالکی»، سهم او به عنوان یک عمر مشارکت در سینمای هند را پاس داشت. این جوایز یکی از افتخارآمیزترین جوایز در سینمای هند و بالاترین جایزه رسمی برای دست‌اندرکاران هنر سینما در این کشور بشمار می‌رود.
در سال ۱۹۷۱، یک تمبر پستی به افتخار او توسط پست هند منتشر شد.
در سال ۲۰۰۱، جایزه افتخاری آکادمی بمبئی داداصاحب پالکی (Dadasaheb Phalke Academy Mumbai) برای یک عمر دستاورد در سینمای هند معرفی شد.
در سال ۲۰۰۹، فیلم مرآتی «کارخانه هاریشچاندرا»، توسط کارگردان پرسابقه تئاتر، پارش موکاشی (Paresh Mokashi) کارگردانی شد که تلاش داداصاحب پالکی را در ساخت «راجا هاریشچاندرا» در سال ۱۹۱۳ را نشان می‌داد. این فیلم به عنوان نماینده رسمی هند در بخش بهترین فیلم زبان خارجی مراسم جایزه اسکار انتخاب شد.
در ۳۰ آوریل ۲۰۱۸، گوگل نشان اصلی گوگل دودل را با عنوان صد و چهل و هشتمین سالگرد تولد «پدر سینمای هند» تغییر داد.

## منتخب آثار

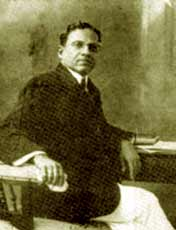
تصویر داداصاحب پالکی

- راجا هاریشچاندرا - ۱۹۱۳
- Mohini Bhasmasur -۱۹۱۳
- Satyavan Savitri -۱۹۱۴[۵]
- Lanka Dahan -۱۹۱۷
- Shri Krishna Janma -۱۹۱۸
- Kaliya Mardan -۱۹۱۹
- Buddhadev -۱۹۲۳
- Setu Bandhan -۱۹۳۲
- Gangavataran -۱۹۳۷